# V koncert fortepianowy (KV 175)
V Koncert fortepianowy D-dur (KV 175) − Koncert na fortepian z towarzyszeniem orkiestry, jaki stworzył Wolfgang Amadeus Mozart. Skomponowany w grudniu 1773 roku w Salzburgu. Nazywany jest często pierwszym z grupy tzw. Koncertów salzburskich.

## CzęściKoncertu
1. Allegro (około 8 minut)
2. Andante un poco adagio (około 6 minut)
3. Allegro (około 4 minut)